# Deák Péter (fizikus)
Deák Péter (Budapest, 1952. február 11. –) magyar fizikus, aki a számítógépes anyagtudomány területén dolgozik.

## Életrajza
Deák Péter a budapesti Eötvös Loránd Tudományegyetemen szerzett fizikusi oklevelet 1976-ban, majd a számítógépes anyagtudományra szakosodott. Az MTA kandidátusi címét 1983-ban, a fizikatudomány doktora címet 1993-ban szerezte meg. A New York-i Állami Egyetemen Albanyban, majd a stuttgarti Max-Planck Szilárdtestfizikai Kutatóintézetben (Humboldt-ösztöndíjasként) végzett posztdoktori kutatómunka után a Budapesti Műszaki és a Gazdaságtudományi Egyetemen kapott egyetemi tanári kinevezést 1993-ban. A Felületfizika Laboratórium vezetőjeként olyan vállalatokkal szervezett közös oktatási és kutatási programokat, mint a General Electric Lighting Europe, a Samsung Hungary, a német Siemens, a japán Furukawa Electrics és az amerikai Pittsburgh Paint and Glass.
Az Eötvös Lóránd Fizikai Társulat 1997-ben Gyulai József-díjjal, Magyarország Kormánya 1998-ban Széchenyi Professzor címmel tüntette ki. 1997 és 2003 között az MTA Anyagtudományi és Műszaki Fizikai Kutatóintézet Tudományos Tanácsának tagja volt. 2004-ben Németországba költözött, és a Paderborni Egyetemen vállalt helyettesítő professzori állást. 2006 és 2020 között a Brémai Számítógépes Anyagtudományi Központban dolgozott mint az Elektronikai Anyagok Csoport vezetője. 2014-ben a félvezető-fizika professzorának nevezték ki a Brémai Egyetemen. Vendégkutató, illetve vendégprofesszor volt a németországi Kaiserslauterni Egyetemen (1992), a dél-afrikai Port Elisabeth-i Egyetemen (1998), a párizsi Pierre et Marie Curie Egyetemen (2002) és az Északnyugati Műszaki Egyetemen a kínai Xianban (2010).
A Physica Status Solidi B folyóirat szerkesztőbizottsági tagja 1997 óta. Nyugdíjba vonulása óta a budapesti Wigner Fizikai Kutatóközpont külső tudományos tanácsadójaként, valamint a Pekingi Számítástudományi Kutatóközpont (CSRC) rendszeres vendégdocenseként dolgozik.

## Kutatásai
Kutatómunkájában az anyagtudomány és technológia gyakorlatban fontos problémáinak megoldására törekedett kvantummechanikai alapú, atomi szintű, számítógépes szimuláció segítségével, szorosan együttműködve a kísérleti kutatással. Fő tapasztalatköre a ponthibák és felületek elektronszerkezetének számítása félvezetőkben és szigetelőkben (pl. titándioxid-, gyémánt-, szilícium-, illetve galliumalapú rendszerek), valamint az ehhez szükséges módszerfejlesztés (periodikus modellek töltéskorrekciója, új kicserélődési funkcionálok). Ezeken a területeken kétszáznál több szakcikket publikált és három monográfia szerkesztője volt.

## Művei
- Essential Quantum Mechanics for Electrical Engineers (2017), ISBN 978-3-527-41355-3
- Essenzielle Quantenmechanik: für Elektrotechniker und Informatiker. Wiley, 2015, ISBN 978-3-527-41322-5